# Salmo coruhensis
Salmo coruhensis är en fiskart som beskrevs av Turan, Kottelat och Engin 2010. Salmo coruhensis ingår i släktet Salmo och familjen laxfiskar. Inga underarter finns listade i Catalogue of Life.